# Jean Veyren
Jean-Baptiste Veyren, surnommé Vivarais, est un serrurier et ferronnier d'art français du XVIIIe siècle, baptisé le 25 décembre 1707 à Villeneuve-de-Berg, dans le Vivarais, décédé le 9 avril 1788 et inhumé le lendemain, à Corbie, en Picardie.

## Biographie
Jean Veyren était le fils de Jacques Veyrenc, maître-serrurier à Villeneuve-de-Berg, et d'Anne Amblard.
Il arriva à Corbie avec un autre serrurier Claude Badaroux, originaire de Bonnevaux (Gard) entre 1730 et 1732. Cette venue se fit dans le sillage de Pierre de Sabatier et de Louis d'Orléans de La Motte, supérieurs du séminaire de Viviers (Ardèche) puis successivement évêques d'Amiens de 1706 à 1774.
Il se maria le 8 janvier 1737, à Fouilloy, avec Marie-Jeanne Papillon, fille d'André Papillon, maître perruquier.
Son épouse décéda et fut inhumée, le 24 février 1745, à Corbie. Jean-Baptiste Veyren se remaria le 3 octobre 1747, avec Marie-Louise Euvremer-Duval, fille de maître Nicolas, brasseur et marchand de vin.
Un de ses neveux, Jacques Veyrenc, fut chapelain du château d'Heilly, au moins de 1776 à 1780.

## Un ferronnier talentueux
Jean-Baptiste Veyren apprit son métier auprès de son père, maître serrurier. Installé à Corbie en Picardie, il réalisa, en 1734, la grande grille d'entrée du chœur de l'église abbatiale avec Claude Badaroux.
Il est surtout connu pour avoir réalisé les somptueuses grilles en fer forgé formant clôture du chœur de la cathédrale Notre-Dame d'Amiens, en partie d'après les plans de Michel-Ange Slodtz et en partie sur ses propres dessins.
Il réalisa également les grilles du chœur de l'église abbatiale de Valloires, les grilles de la chapelle de l'hôtel-Dieu de Saint-Riquier, les grilles du château disparu d'Heilly, dont l'une fut démontée et remontée au château de Bertangles, et celle du château d'Hénencourt.
Dans l'abbatiale de Valloires, il réalisa, en collaboration avec le sculpteur Simon Pfaff de Pfaffenhoffen, la suspense eucharistique du maître-autel. Cette œuvre de sept mètres de haut, en forme de palmier, est un véritable chef-d’œuvre, finement décoré de fleurs et de feuilles.

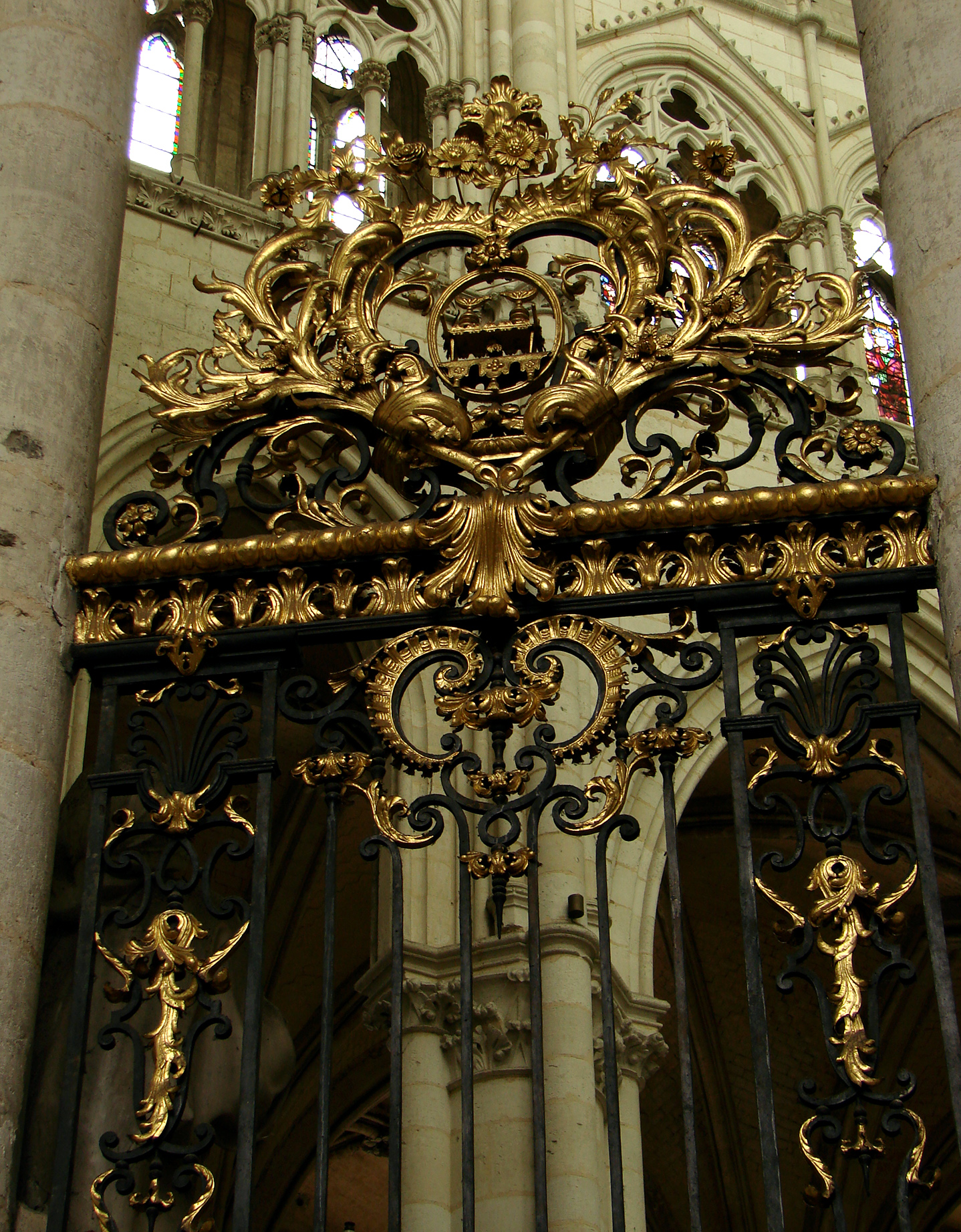
Grilles du chœur de la cathédrale d'Amiens
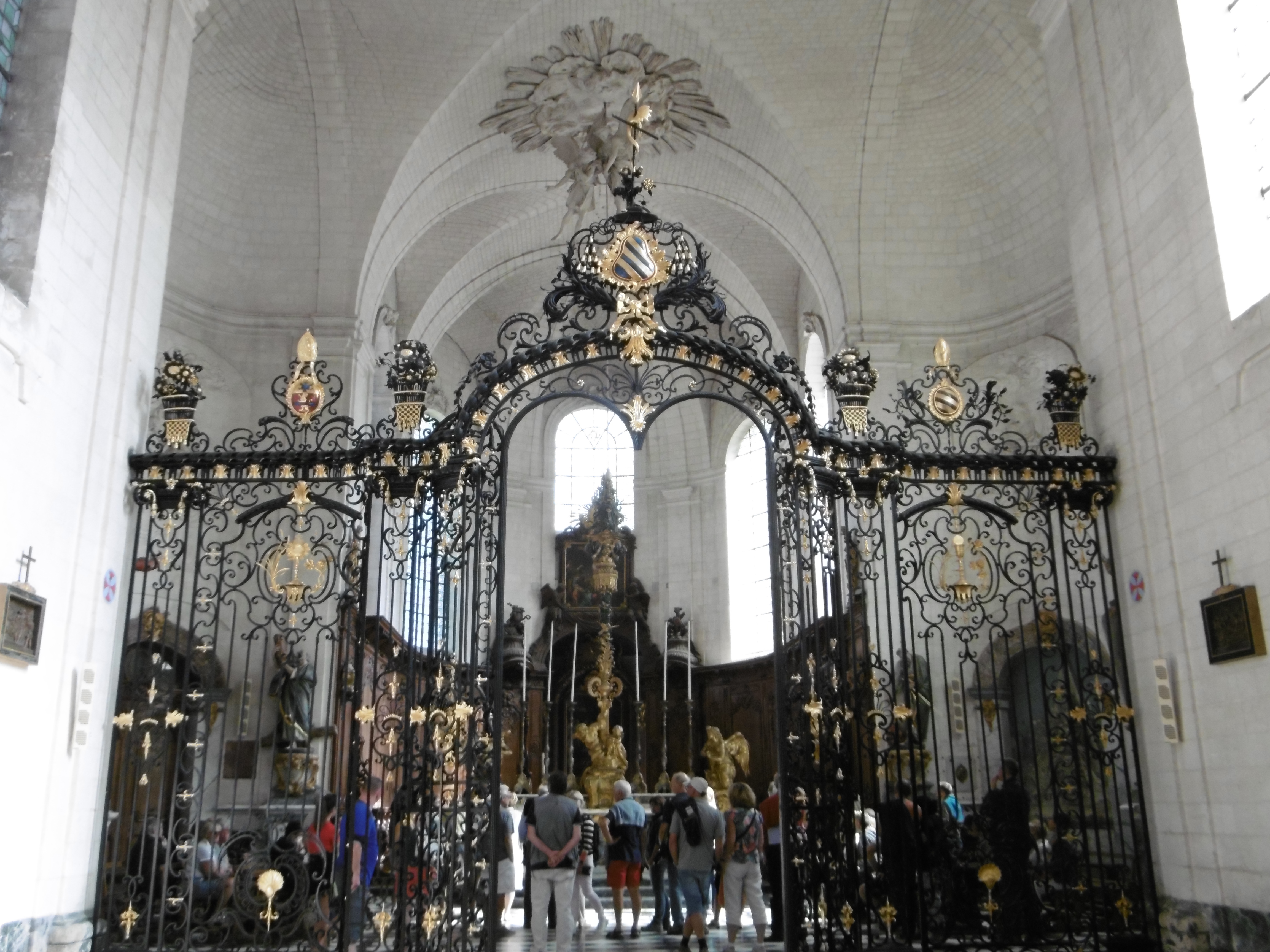
Grilles du chœur de l'église de l'abbaye de Valloires
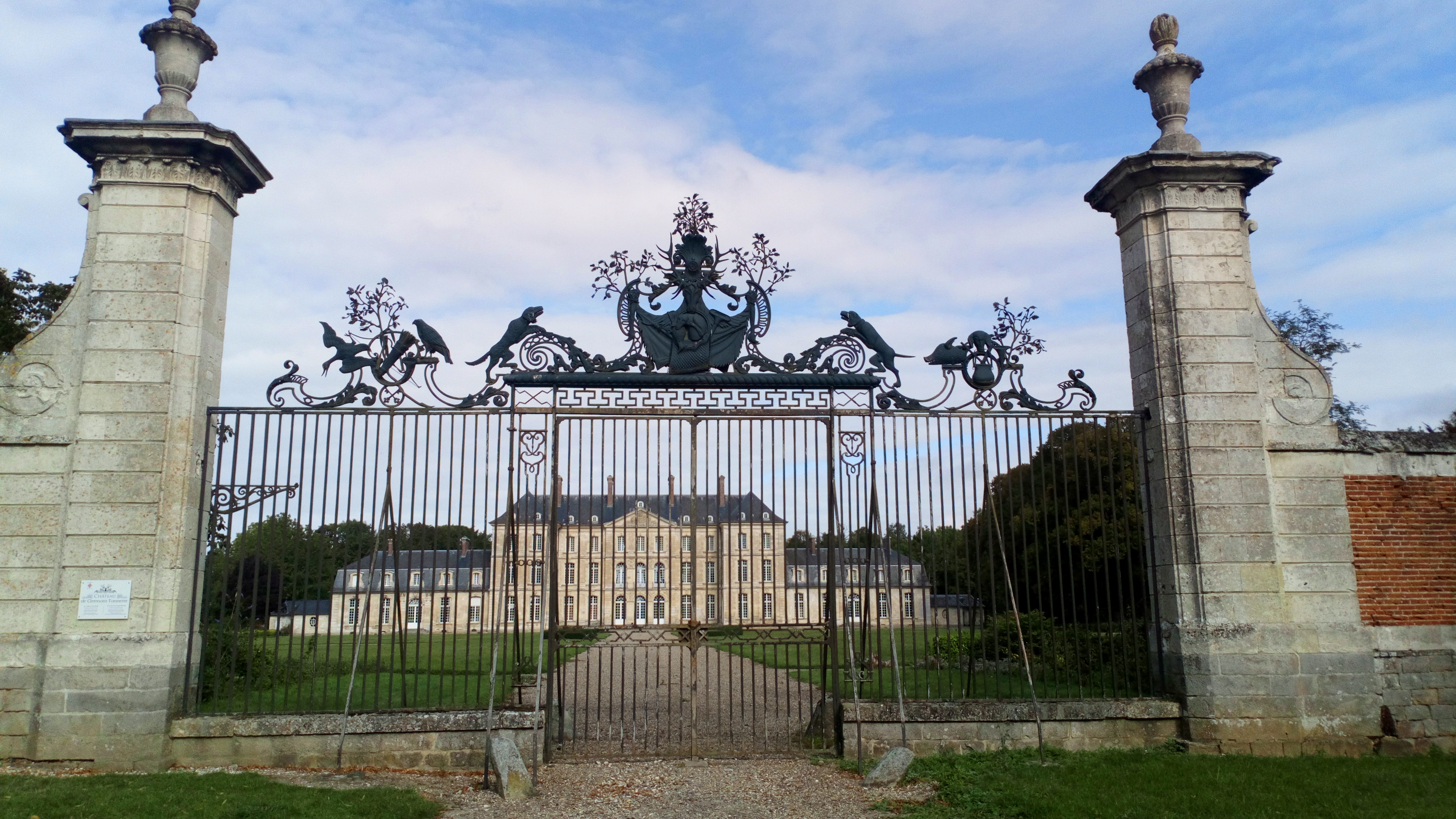
Grilles du château de Bertangles

## Claude Badaroux
Un compatriote de Veyren, Claude Badaroux, né en 1707, aussi surnommé Vivaret (équivalent de « Vivarais »), connu comme le parrain d'un Claude Euvremer, habitait également Corbie en même temps que Veyren. Il s'établit ensuite à Amiens où il décéda, paroisse Saint-Michel, le 12 août 1745, à l'âge de 38 ans. Sa veuve continua le métier de « serrurière », rue des Trois-Cailloux (rue principale d'Amiens aujourd'hui).
En 1744, la chapelle Saint-Jean du Vœu de la cathédrale d'Amiens fut fermée par deux grilles en fer forgé, œuvres de Jean-Baptiste Veyren et de Claude Badaroux.

## Pour approfondir